# Skalka nad Váhom
Skalka nad Váhom (Hongaars: Vágsziklás) is een Slowaakse gemeente in de regio Trenčín, en maakt deel uit van het district Trenčín.
Skalka nad Váhom telt 1.148 inwoners.